# Чоловський-Сас Александер

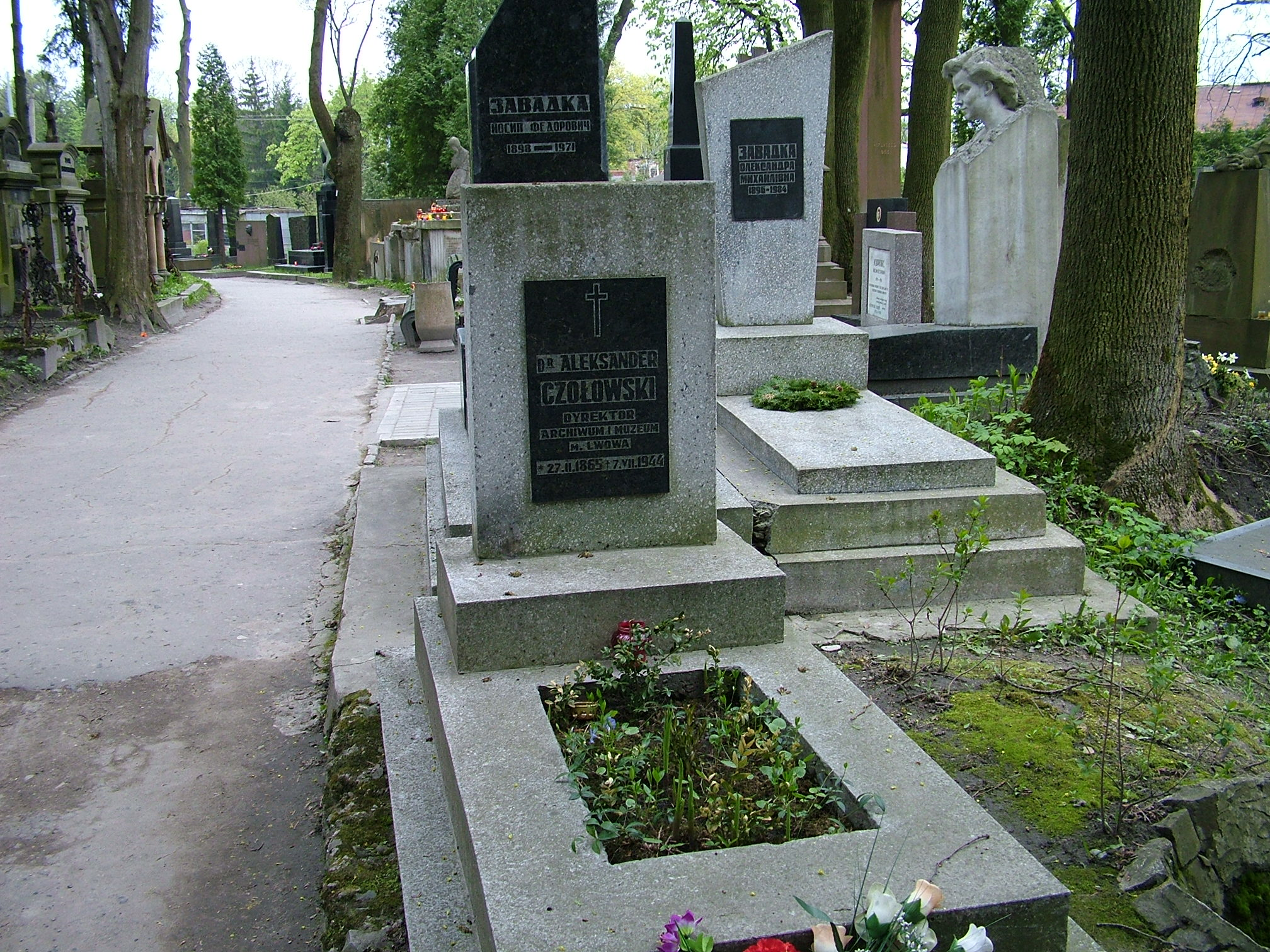

Алекса́ндер Сас Чоло́вський (27 лютого 1865, Коровники, нині — частина Перемишля — 7 липня 1944, Львів) — польський галицький історик, архівіст.

## Життєпис
Народився 1865 року в околицях Перемишля. Навчався в Станиславівській ц. к. гімназії. Випускник Львівського університету. З 1891 керівник архіву м. Львова. 1906—1939 — директор міських музеїв. Його «правою рукою» якийсь час був Франц Ковалишин.
Дослідник історії Львова (видав Pomniki dziejowe Lwowa, 1—4 тт., 1891—1921), автор праць про пам'ятки архітектури міст Галицько-Волинського князівства, про історію воєн Польщі з Туреччиною й Молдавією (Bitwa pod Obertynem) тощо.
Похований на Личаківському цвинтарі (поле № 1).

## Праці
- Ruś czerwona («Bibl. Warsz.», 1887)
- Lwów za ruskich czasów (1887)
- Początki Mołdawji i wyprawa Kazimierza W. z r. 1359 (1890)
- Z przeszłości Jezupola i okolicy (1890)
- Lwów za ruskich czasów (1892)
- Dawne zamki i twerdze na Rusi Halickiej. — Teka konserwatorska (Lwów), 1892 («Давні замки і фортеці на Галицькій Русі» — вид. Львів, 1892)
- Wojna polsko-turecka r. 1675 (1895)
- Najazd Tatarów na Lwów w 1695 r.
- Obraz dziejowy Lwowa
- Pogląd na organizację i działalność dawnych władz miejskich do 1848 r.
- Pomniki dziejowe Lwowa (1891—1921)
- Bitwa pod Obertynem
- Przeszłość i zabytki wojewódstwa tarnopolskiego (Tarnopol, 1926; співавтор Богдан Януш), у ній стверджував, що прилучення Галичини до Королівства Польського та — водночас — звільнення від татарської зверхности було великим благом для Галицької Руси[5].
- Zamek w Jazlowcu (Wspomnienie w 250 rocznicк jego zdobycia przez Jana III, dn. 25.VIII.
- Львов во времена русского владычества (1915).